# Apostolos Vellios
Apostolos Vellios (* 8. Januar 1992 in Thessaloniki) ist ein griechischer Fußballspieler, der seit 2016 für die Griechische Fußballnationalmannschaft aktiv ist. Aktuell steht er bei Ascoli Calcio in der Serie B unter Vertrag.

## Vereine

### Iraklis Saloniki
Apostolos Vellios debütierte am 26. April 2009 im Alter von siebzehn Jahren für seinen Heimatverein Iraklis Saloniki bei einem 4:1-Auswärtserfolg über Skoda Xanthi in der Super League 2008/09. In den folgenden zwei Spielzeiten etablierte sich der Nachwuchsstürmer als Ergänzungsspieler und kam auf neun bzw. zwölf Ligaeinsätze mit jeweils zwei Saisontreffern. Die Saison 2010/11 endete für seinen Verein mit dem Lizenzentzug und infolgedessen dem Abstieg aus der ersten griechischen Liga.

### FC Everton
Der 19-jährige Vellios der neben seinen Einsätzen in der Super League auch in der griechischen U-19-Nationalmannschaft auf sich aufmerksam machen konnte, wechselte bereits vor dem Saisonende am 31. Januar 2011 zum englischen Erstligisten FC Everton und unterschrieb einen bis 2014 gültigen Vertrag. Sein Debüt in der Premier League 2010/11 gab er am 2. April 2011 bei einem 2:2 im Heimspiel gegen Aston Villa. Nach zwei weiteren Ligaeinsätzen bis zum Saisonende, bestritt er in der Premier League 2011/12 dreizehn Ligaspiele und erzielte dabei drei Treffer. Sein erster Treffer für Everton gelang ihm am 17. September 2011 beim 3:1 über Wigan Athletic. In der anschließenden Spielzeit wurde er von Trainer David Moyes lediglich in sechs Ligapartien eingesetzt. Nachdem er 2013/14 unter dem neuen Trainer Roberto Martínez ohne Berücksichtigung geblieben war, wechselte er am 27. März 2014 bis zum Saisonende auf Leihbasis zum Zweitligisten FC Blackpool und bestritt zwei Partien in der Football League Championship 2013/14.

### Weitere Stationen und Rückkehr zu Iraklis
Im Juli 2014 unterschrieb der ablösefreie Apostolos Vellios einen Vertrag beim belgischen Erstligisten Lierse SK. Nach nur einem Treffer in dreizehn Spielen der Pro League 2014/15, verpflichtete ihn am 26. Januar 2015 der dänische Erstligist FC Vestsjælland auf Leihbasis bis zum Saisonende. Neben drei Treffern in der Dänischen Superliga 2014/15 erzielte er ebenfalls drei Tore im dänischen Pokalwettbewerb. Mit dem Erstligaabsteiger zog er in das Pokalfinale ein, verlor dieses jedoch nach dem zwischenzeitlichen 1:0-Führungstreffer durch Vellios mit 2:3 nach Verlängerung gegen den FC Kopenhagen.
Da auch Lierse aus der ersten Liga abgestiegen war, kehrte Vellios am 15. Juli 2015 zu Iraklis Saloniki zurück. In der Super League 2015/16 gelangen ihm für den Aufsteiger elf Saisontreffer und damit der Bestwert in seiner bisherigen Spielerkarriere.

### Nottingham Forest
Am 29. Juni 2016 gab der englische Zweitligist Nottingham Forest die Verpflichtung des 24-jährigen Angreifers bekannt.

## Nationalmannschaft
Der bereits im Juniorenbereich regelmäßig eingesetzte Apostolos Vellios debütierte am 29. März 2016 für die Griechische Fußballnationalmannschaft bei einer 2:3-Heimniederlage gegen die Isländische Fußballnationalmannschaft.